# 趙丰 (1951年)
趙（Benjamin Fong Chao，1951年—）是一位台灣知名地球物理學家，花蓮縣人，曾任中央研究院地球科學研究所所長。

## 生平
趙丰1951年生於臺灣花蓮縣，原籍江蘇鎮江，曾祖父是曾任教於北平清華大學的詩人趙醉侯（趙玉森），父親趙同是紅學家。就讀臺北静心小學、北一女中分部（今新北市新店區五峰國民中學）、臺北市立建國高級中學、國立臺灣大學物理學系學士（1973年）。就讀大學期間因為地球物理學家、中央研究院院士鄧大量的課程而激發他對地球物理學的興趣。後於1981年獲得加州大學聖地牙哥分校斯克利普斯海洋研究所地球科學博士。獲得博士後進入美國國家航空暨太空總署戈達德太空飛行中心擔任博士後研究員，1983年成為正式編制科學家，1997年始任該中心太空測地學實驗室主任。2006年離開NASA到台灣任國立中央大學地球科學學院院長、講座教授。2010年轉任中央研究院地球科學研究所所長至2013年，並在國立臺灣大學物理系及國立中央大學地球科學系擔任合聘教授。

## 研究
趙丰的研究領域有地球與行星自轉動力學和重力場變化、地球物理學和地震學、數据分析和逆推理論。

## 科學教育
趙丰是台灣中文版《科學人》雜誌專欄作家。並有多篇科學普及文章發表於《科學月刊》等雜誌。

## 家庭
趙丰已婚，育有二名子女。

## 著作
- 《科學人：天地間．古今事特刊》，趙丰，遠流，2013年10月1日。

## 外部連結
- 中央研究院網頁
- 國立中央大學地球科學學院趙丰網頁[永久]
- 國立臺灣大學物理系趙丰網頁 （页面存档备份，存于）
- NASA網頁
- 地科學者 穿3年小綠綠制服 （页面存档备份，存于）
- 挖角跳槽》中大 挖到NASA的趙丰

| 官衔          | 官衔                                                     | 官衔              |
| ------------- | -------------------------------------------------------- | ----------------- |
| 中央研究院    |                                                          |                   |
| 江博明        | 中央研究院地球科學所所長 2010年—2013年                   | 繼任： 李羅權代理 |
| 教育職務      |                                                          |                   |
| 國立中央大學  |                                                          |                   |
| 前任： 張時禹 | 國立中央大學 地球科學學院院長 2006年8月1日—2010年7月31日 | 繼任： 王乾盈     |